# Earl Warren

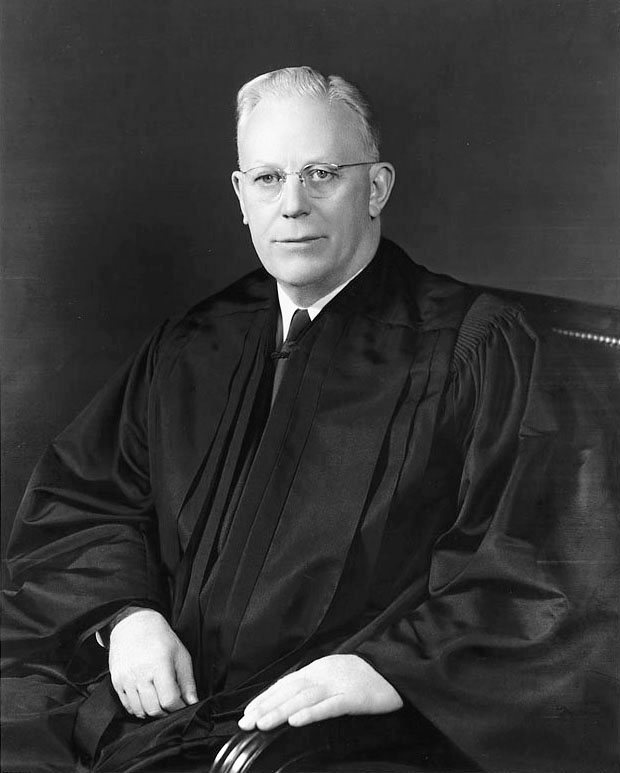
Earl Warren

Earl Warren (* 19. März 1891 in Los Angeles, Kalifornien; † 9. Juli 1974 in Washington, D.C.) war ein amerikanischer Jurist und Politiker. Er amtierte von 1943 bis 1953 als Gouverneur von Kalifornien und von 1953 bis 1969 als Oberster US-Bundesrichter (Chief Justice of the United States). In dieser Funktion war er an vielen kontroversen und bemerkenswerten juristischen Entscheidungen beteiligt, insbesondere zur Aufhebung der Rassentrennung an den Schulen und zur Stärkung der Bürgerrechte. Außerdem ist er bekannt als Vorsitzender der Warren-Kommission zur Aufklärung des Attentats auf John F. Kennedy. Er gilt allgemein als einer der einflussreichsten Richter und politischen Führer des Obersten Gerichtshofs in der Geschichte der Vereinigten Staaten.

## Anfangsjahre seiner Karriere
Warrens Vater, Matt Warren (1864–1938; ursprünglich Erik Mathias Halvorsen), war ein norwegischer Zuwanderer, der sehr lange bei der Eisenbahngesellschaft Southern Pacific Railroad arbeitete. Seine Mutter, Emma Christine „Chrystal“ Hernlund (1858–1940), war eine Zuwanderin aus Schweden. Vermutungen mancher Autoren, Warrens skandinavische Herkunft habe seine spätere liberale Politik beeinflusst, steht die Tatsache einer anfangs eher konservativen Orientierung entgegen. Warren wuchs in Bakersfield auf, einer Stadt in ungefähr 180 Kilometern Entfernung von Los Angeles. Hier wurde sein Vater bei einem Raubüberfall von einem Unbekannten ermordet.
Er studierte an der Universität von Kalifornien in Berkeley, wo er 1912 seinen Bachelor-Abschluss und 1914 sein Juradiplom bekam und im selben Jahr als Anwalt zugelassen wurde. Er arbeitete ein Jahr bei dem Ölunternehmen Associated Oil Co. in San Francisco und trat dann der Anwaltskanzlei Robinson u. Robinson bei. 1917/1918 leistete er als Leutnant seinen Wehrdienst im Ersten Weltkrieg, kam aber nicht in Übersee zum Einsatz. 1919 assistierte er dem Justizausschuss des kalifornischen Parlaments, war 1919 bis 1920 Unterstaatsanwalt (Deputy City Attorney) in Oakland und danach in derselben Funktion im Alameda County, bevor er mit Unterstützung des republikanischen Lokalpolitikers Joseph R. Knowland (Herausgeber der Oakland Tribune) 1925 zum Staatsanwalt ernannt wurde; der Vorgänger hatte plötzlich gekündigt. Man wählte ihn drei Mal, sodass er insgesamt zwölf Jahre als Staatsanwalt von Oakland diente. Dabei erwarb er sich den Ruf autoritär und hart gegen Kriminalität vorzugehen.

## Gouverneur von Kalifornien

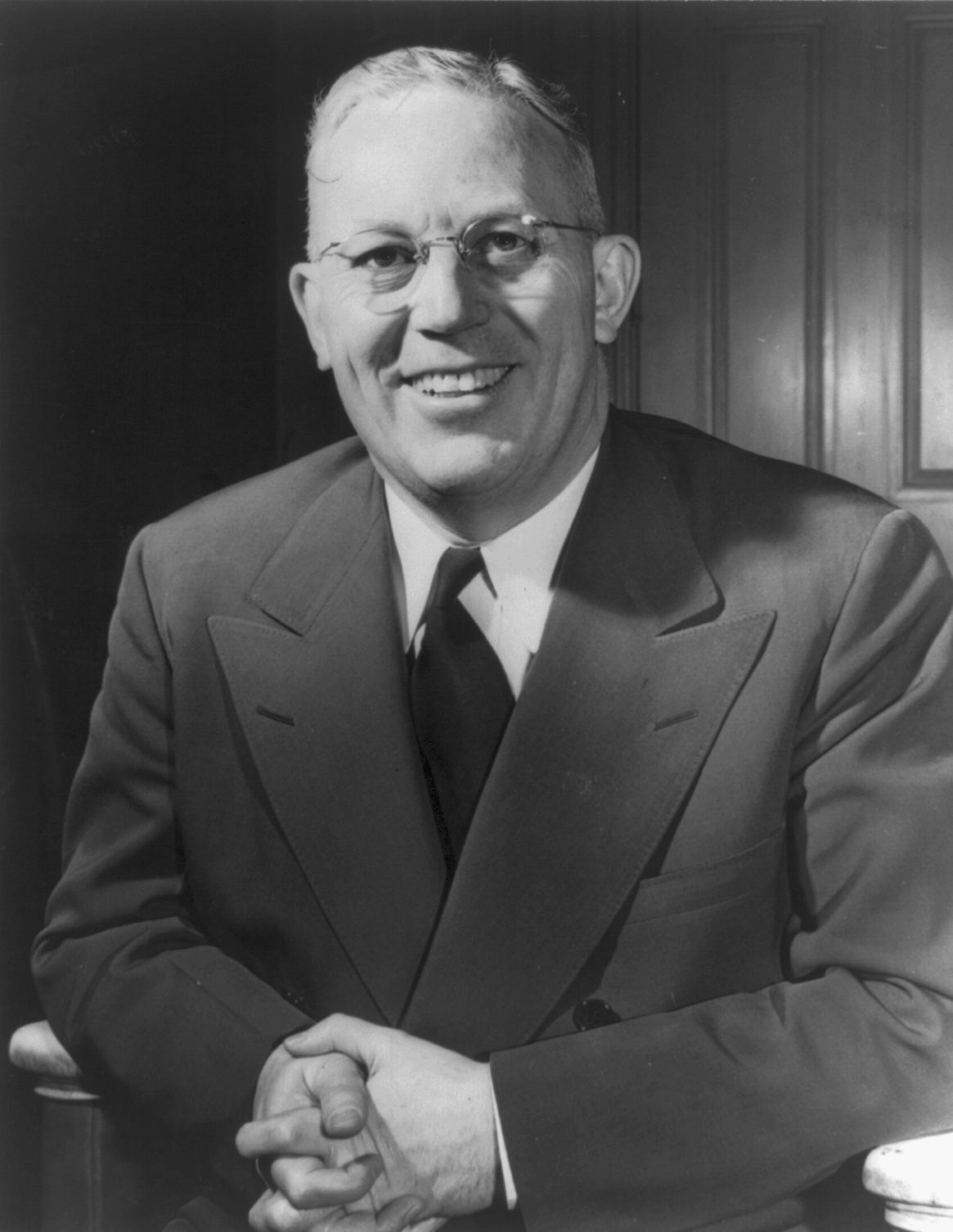
Porträt von Earl Warren als kalifornischer Gouverneur

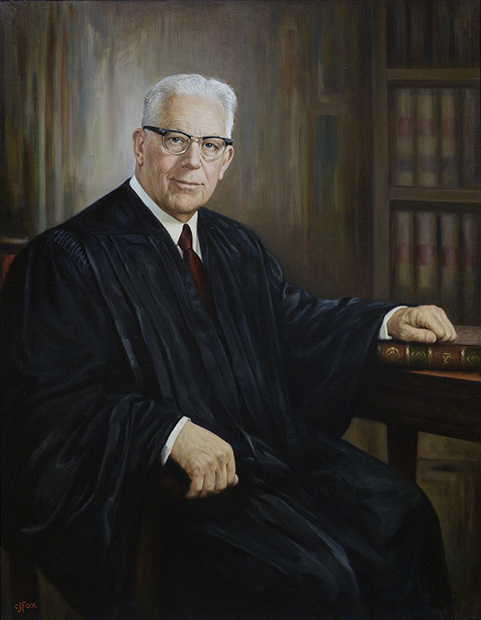
Earl Warren, Porträt, Öl auf Leinwand

Warren war folgend eine prominente Figur in Kalifornien. Schon während seiner Amtszeit ernannte man ihn zum Vorstandsmitglied der Universität von Kalifornien (Board of Regents of the University of California). 1939 wurde er Attorney General von Kalifornien; drei Jahre danach kandidierte er im Gouverneurswahlkampf als Republikaner (bei der Vorwahl der Demokraten hatte er den zweiten Platz belegt) und gewann die Wahl gegen Amtsinhaber Culbert Olson mit 57 Prozent deutlich. Im Jahr 1946 war Warren bereits so populär, dass er die Vorwahlen beider Parteien gewann. Er hatte deshalb im Herbst bei der allgemeinen Wahl („general election“) nur den parteilosen, wenig bekannten Henry R. Schmidt als Gegner, den er mit 91 Prozent der Stimmen haushoch schlagen konnte. Im November 1950 kandidierte er für eine dritte Amtszeit, wobei er sich erstmals nur bei den Republikanern bewarb, und setzte sich klar gegen James Roosevelt, einen Sohn des früheren Präsidenten Franklin D. Roosevelt, durch. Bei der Wahl 1950 votierten noch 64 Prozent der kalifornischen Wähler für den Amtsinhaber, ein Wert, den bis heute keiner seiner Nachfolger mehr erreicht hat.
Warren unterstützte in seiner Amtszeit die später sehr umstrittene Entscheidung Präsident Franklin D. Roosevelts, amerikanische Bürger japanischer Abstammung in sogenannte „Internierungslager“ („internment camps“) wie Manzanar zu deportieren. Dies fällt auf dem Höhepunkt einer tiefgreifenden Angst vor einer japanischen Invasion Kaliforniens nach Pearl Harbor.
Ein Pluspunkt seiner Amtszeit war der von Warren und Clark Kerr betriebene Ausbau des riesigen öffentlichen Universitätssystems Kaliforniens, eine der Grundlagen des erstaunlichen Aufschwungs Kaliforniens nach dem Krieg, auch auf wissenschaftlichem Gebiet. Aus ihren Plänen resultiert die Aufteilung des kalifornischen Universitätssystems: Die University of California mit neun Bereichen, die die Forschung und reine akademische Bestrebungen betonten, und die California State University, ein größeres System mit 19 Bereichen. Die California State University trainiert Lehrer und bietet auch praktische Programme an; in diesem Sinne ähnelt sie ansatzweise den Hochschulen in Deutschland oder den ehemaligen Polytechnika in England.
Warren bewarb sich für die Präsidentschaftswahl 1948 erstmals ernsthaft als Kandidat der Republikaner – bis dahin hatte er in früheren Jahren lediglich an der Vorwahl in Kalifornien teilgenommen – und belegte in den ungewöhnlich uneindeutigen Vorwahlen mit gut einem Viertel der Stimmen landesweit den ersten Platz; dennoch wurde auf dem Parteitag der Republikaner der viertplatzierte Thomas E. Dewey (12 %), Gouverneur von New York, als Kandidat nominiert, während Warren, mit 3 % abgeschlagen, nur die einstimmige Nominierung als Vizepräsidentschaftskandidat blieb. Das Wahlergebnis ging zu seinen Ungunsten aus, der demokratische Amtsinhaber Harry S. Truman und sein Vizekandidat Alben W. Barkley siegten unerwartet. 1952 bewarb er sich nochmals um die Präsidentschaft und belegte diesmal mit 17 % den dritten Platz in den Vorwahlen, machte sich aufgrund des engen Wettkampfs zwischen Robert A. Taft und Dwight D. Eisenhower dennoch Hoffnung auf eine Nominierung als Kompromisskandidat, wobei Richard Nixon ihm seine Unterstützung garantierte. Nachdem Nixon aufgrund Eisenhowers Angebot, ihn zu seinem Vizepräsidentschaftskandidaten zu machen, die Seiten gewechselt hatte, empfand Warren ihm gegenüber lebenslange Verabscheuung. 1957 wurde Warren in die American Academy of Arts and Sciences gewählt.
Mit über zehn Jahren Dienstzeit war Warren bis dahin der am längsten amtierende Gouverneur Kaliforniens. Im Oktober 2013 wurde er von Jerry Brown überholt, der nach zwei Amtszeiten von 1975 bis 1983 nochmals ab 2011 bis 2019 erneut Regierungschef des Westküstenstaates war. Warren bleibt jedoch der Gouverneur mit der längsten ununterbrochenen Amtsdauer.

## Wirken am Obersten Gerichtshof der Vereinigten Staaten
1953 war der Wendepunkt in Warrens Leben. US-Präsident Dwight D. Eisenhower ernannte ihn zum Obersten Richter der Vereinigten Staaten, zum Chief Justice des Obersten Gerichtshofes (Supreme Court). Er trat folgend als Gouverneur von Kalifornien zurück, womit sein Vizegouverneur Goodwin Knight das höchste Amt in dem Westküstenstaat übernahm.
Die meisten Beobachter (auch Präsident Eisenhower) erwarteten von Warren ein vorsichtiges, konservatives Vorgehen als oberster Richter, aber das Gegenteil trat ein: Er überraschte durch engagierte Entscheidungen, die großen Einfluss auf die US-amerikanische Gesellschaft haben sollten. Später bezeichnete Eisenhower die Ernennung Warrens als „den größten Fehler den er gemacht habe“ („the biggest damn mistake I ever made“).
Die berühmteste Entscheidung war Brown v. Board of Education, 374 US 483 (1954). Dieser Fall beendete formal die lange etablierte Rassentrennung oder Segregation in den öffentlichen Schulen im Süden. Die unerbittliche Opposition dagegen in den Südstaaten und der engagierte Kampf der Bürgerrechtsbewegung zu seiner Umsetzung stiftete große Unruhe, die mehr als zwanzig Jahre dauerte.

Rubrum und Umsetzungsanordnung des Gerichts vom 17. Mai 1954
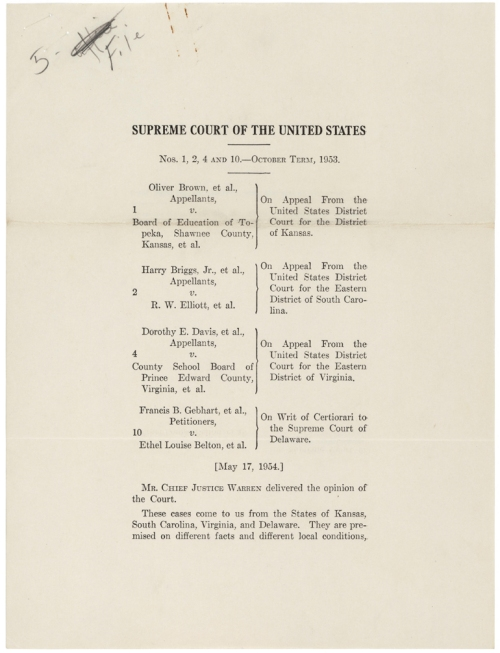
Rubrum des Urteils
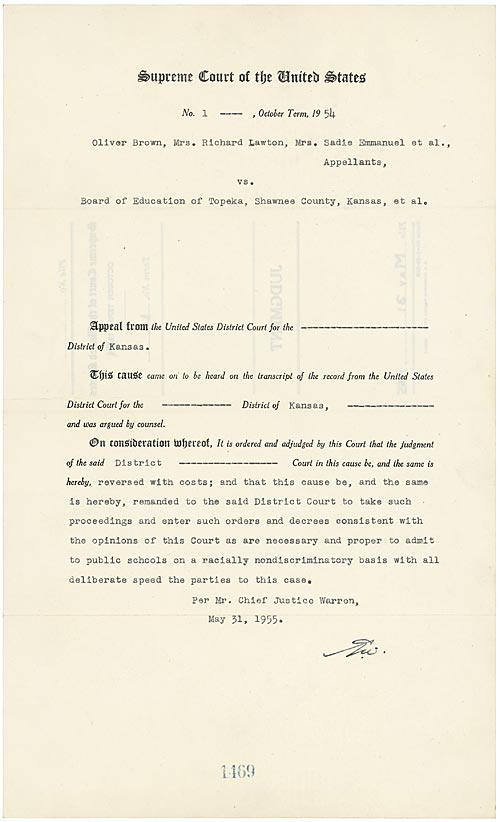
Umsetzungsanordnung des Gerichts unterzeichnet von Earl Warren

Warrens Gericht begründete auch das „one-man-one-vote“-Prinzip: Die Stimmen jedes Wählers müssen gleichwertig sein. Dieser Schritt beschränkte die unverhältnismäßige Macht der konservativen Wähler auf dem Land.
Aus dem Fall Miranda v. Arizona entstand die Regelung, die die Polizei anwies, Verdächtigen bei der Festnahme ihre Bürgerrechte zu erklären. Diese Regelung stieß bei Polizeibeamten, Staatsanwaltschaften, den Justizministern der Bundesstaaten und FBI-Chef J. Edgar Hoover auf Empörung. Der sogenannte „juristische Aktivismus“ des „Warren-Gerichts“ wurde von konservativen Kreisen heftig angeprangert. Ein Jahr nach Miranda v. Arizona verfasste Earl Warren die einstimmige Entscheidung im Fall Loving v. Virginia, durch welche die in verschiedenen Bundesstaaten bestehenden Verbote sogenannter „gemischtrassiger“ Ehen zwischen Weißen und Nichtweißen als verfassungswidrig verworfen wurden.

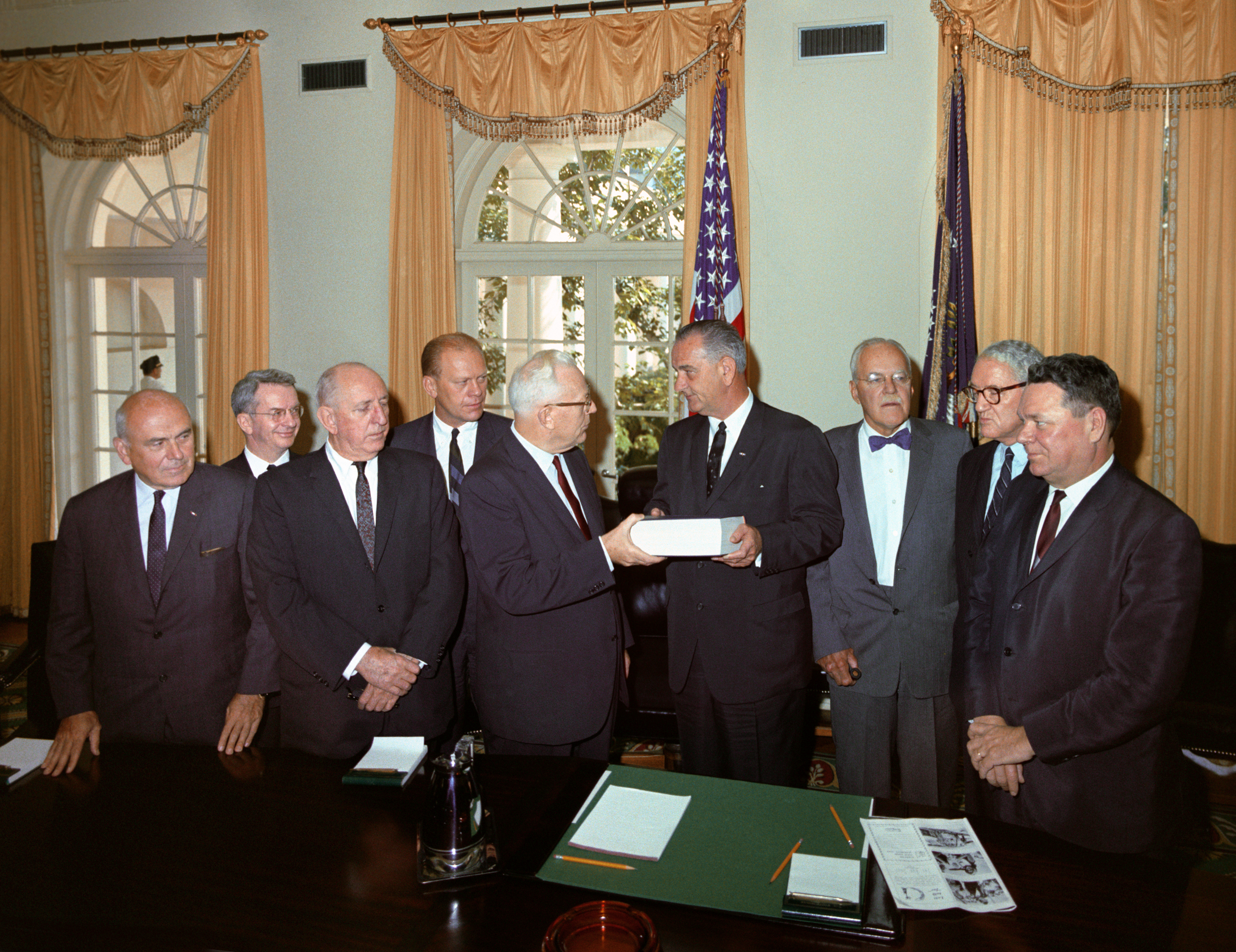
Die Warren-Kommission übergibt im September 1964 den Abschlussbericht an Präsident Johnson

Gleich nach der Ermordung von John F. Kennedy berief der neue Präsident, Lyndon B. Johnson, Warren zum Leiter einer Sonderkommission (die „Warren-Kommission“), die die Fakten des Attentats sammeln und ermitteln sollte. Schließlich beschloss die Kommission, dass nur der mutmaßliche Attentäter, Lee Harvey Oswald, verantwortlich war. Diese Schlussfolgerung hieß „die Theorie eines einzelnen Schützen“ („the lone gunman theory“). Viele Kritiker blieben skeptisch, denn es gab in dem Bericht der Kommission mehrere Widersprüche, und heute glauben viele Menschen noch an verschiedene Verschwörungstheorien. Unter anderem argumentiert man, es wäre für Oswald unmöglich gewesen, drei Schüsse so schnell nacheinander abzufeuern. Außerdem hatte die Mehrheit der Augen- und Ohrenzeugen des Attentats einen Schuss vom sogenannten Grassy Knoll wahrgenommen. Trotz allem blieb Warren bei der Einzeltätertheorie.
1969 ging Warren in den Ruhestand, obwohl alle Richter des Obersten Gerichtshofs lebenslang amtieren dürfen. Seine Kollegen schätzten ihn als den „Superchef“, obwohl er die Zielscheibe vieler Konservativer war. Zu dieser Zeit gab es in den südlichen Bundesstaaten zahllose Plakate mit der Devise: „Impeach Earl Warren!“ („Enthebt Earl Warren des Amtes!“). Nach seinem freiwilligen Ausscheiden ernannte Präsident Richard Nixon den Juristen Warren E. Burger zu seinem Nachfolger.
Warren starb am 9. Juli 1974 in Washington und wurde auf dem Nationalfriedhof Arlington beigesetzt.